# Gadila nicklesi
Gadila nicklesi är en blötdjursart som först beskrevs av Dell 1964.  Gadila nicklesi ingår i släktet Gadila och familjen Gadilidae. Inga underarter finns listade i Catalogue of Life.